# Великонизгірецька сільська рада
Великонизгірецька сільська рада (до 2010 року — Великонизгорецька сільська рада, іноді — Великонизгурецька сільська рада, Велико-Нізгурецька сільська рада) — колишня адміністративно-територіальна одиниця та орган місцевого самоврядування у Білопільському, Махнівському, Бердичівському районах, Бердичівській міській раді Бердичівської округи, Вінницької й Житомирської областей УРСР та України з адміністративним центром у с. Великі Низгірці.

## Населені пункти
Сільській раді були підпорядковані населені пункти:
- с. Великі Низгірці
- с. Нова Олександрівка

## Населення
Кількість населення сільської ради, станом на 1924 рік, становила 5 525 осіб.
Відповідно до перепису населення СРСР 17 грудня 1926 року, чисельність населення ради становила 2 386 осіб, з них за статтю: чоловіків — 1 147, жінок — 1 239; етнічний склад: українців — 1 485, росіян — 26, євреїв — 126, поляків — 724, чехів — 4, інші — 21. Кількість господарств — 513.
Відповідно до результатів перепису населення СРСР, кількість населення ради, станом на 12 січня 1989 року, становила 1 254 особи.
Станом на 5 грудня 2001 року, відповідно до перепису населення України, кількість мешканців сільської ради становила 931 особу.

### Мова
Розподіл населення за рідною мовою за даними перепису 2001 року:
| Мова       | Відсоток |
| ---------- | -------- |
| українська | 97,31 %  |
| російська  | 1,61 %   |
| молдовська | 0,54 %   |
| польська   | 0,32 %   |
| інші       | 0,22 %   |

## Склад ради
Рада складалась з 15 депутатів та голови.

## Історія
Утворена 1923 року, як Великонизгорецька сільська рада, в с. Великі Низгурці Пузирецької волості Бердичівського повіту Київської губернії. Станом на 17 грудня 1926 року на обліку в раді перебували хутори Баранівський, Башмакова, Вишенський, Грабарка, Корнійчука, Красуцького, Мельника, Нанівського, Ново-Александрівка, Пузиренка, Ружицького, Шкіряний Завод Хіщука, Шефера та лісові сторожки Євреїна, Цибіна, Ясінського.
Станом на 1 жовтня 1941 року хутори Баранівський, Башмакова, Вишенський, Корнійчука, Красуцького, Мельника, Нанівського, Пузиренка, Ружицького, Шефера, Шкіряний Завод Хіщука, лісові сторожки Євреїна, Цибіна, станом на 31 липня 1956 року — х. Грабарка, не перебувають на обліку населених пунктів.
Станом на 1 вересня 1946 року сільрада входила до складу Бердичівського району Житомирської області, на обліку в раді перебували с. Великі Низгірці та хутори Малі Низгірці, Нова Олександрівка. В довіднику пропущено х. Грабарка.
Станом на 1 січня 1972 року Великонизгорецька сільська рада входила до складу Бердичівського району Житомирської області, на обліку в раді перебували села Великі Низгірці та Нова Олександрівка.
18 березня 2010 року, відповідно до рішення Житомирської обласної ради, перейменована на Великонизгірецьку сільську раду.
Ліквідована 30 грудня 2016 року через об'єднання до складу Семенівської сільської територіальної громади Бердичівського району Житомирської області.
Входила до складу Білопільського (7.03.1923 р.), Махнівського (17.06.1925 р.), Бердичівського (17.06.1925 р., 28.06.1939 р.) районів та Бердичівської міської ради (15.09.1930 р.).